# 'Abdu Llâh Ibn Kullâb
 (novembre 2017).
Al Imâm 'Abdu Llâh Ibn Sa'îd Ibn Kullâb Al Qattân At Tamîmî (عبد الله ابن سعيد ابن كلاب القتان التميمي) est un théologien musulman sunnite ayant vécu entre le IIe et le IIIe siècle de l'Hégire. L'Imâm 'Abdu Llâh Ibn Kullâb a fortement influencé l'école théologique Ash'arite.

## Biographie
Il fait partie des grands théologiens sunnites de la période des Salaf. Il vécut sous le règne du Calife mu'tazilite Al Ma'mûn. Il n'hésita pas à utiliser la science du kalâm afin de réfuter les mu'tazilites, les jahmites et les anthropomorphistes, ce qui lui attira quelques critiques venant d'autres théologiens sunnites dont l'Imâm Ahmad Ibn Hanbal qui était contre l'usage du kalâm même si cela était utilisé pour défendre le sunnisme, mais également l'admiration d'autres théologiens sunnites à la suite du succès de ses réfutations. Ses écrits influencèrent l'Imâm Muhammad Al Bukhârî et l'Imâm Abul Hasan Al Ash'arî lorsqu'il quitta le mu'tazilisme.
Il inspire par exemple à Al-Ach'ari sa thèse au sujet de la nature du Coran : pour Ibn Kullâb, la parole de Dieu est éternelle ; le Coran est l'expression, ou si l'on veut une imitation, de cette parole intérieure,.
Sa théologie peut être décrite comme une tentative pour définir une voie moyenne entre hanbalisme et mutazilisme,.
Al Hâfiz Adh Dhahabî a dit de lui : « Il est le théologien le plus proche de la Sunnah et il faisait partie de ceux qui la défendaient. »
Et Al Imâm Al Khatib Ar Râzî a dit : « Parmi les théologiens des Ahl Us Sunnah vivant à la période d'Al Ma°mûn, il y a 'Abdu Llâh Ibn Sa'îd [Ibn Kullâb] At Tamîmî qui a anéanti le mu'tazilisme dans l'assemblée d'Al Ma°mûn et leur a affligés l'ignominie par ses discours d'une limpidité impressionnante. »
Il mourut en 240 de l'Hégire (854) selon la majorité des biographes.

## Ouvrages
- Kitâb Us Sifât.
- Ar Radd 'Alal Mu'tazilah.
- Khalqu Af'âl.

Tous furent perdus mais quelques extraits sont disponibles au sein des ouvrages ash'arites.